# Dialium excelsum
Dialium excelsum é uma espécie vegetal da família Fabaceae.
Pode ser encontrada nos seguintes países: República Democrática do Congo e Uganda.
Está ameaçada por perda de habitat.